# Lago Grüner (Hesse)
El lago Grüner (en alemán: Grünersee) es un lago situado al noreste de la ciudad de Fráncfort del Meno, en el distrito rural de Werra-Meißner —muy cerca de la frontera con el estado de Turingia—, en el estado de Hesse (Alemania), a una altitud de 220 metros; tiene un área de 50 hectáreas.